# Bristol Blenheim Speedster

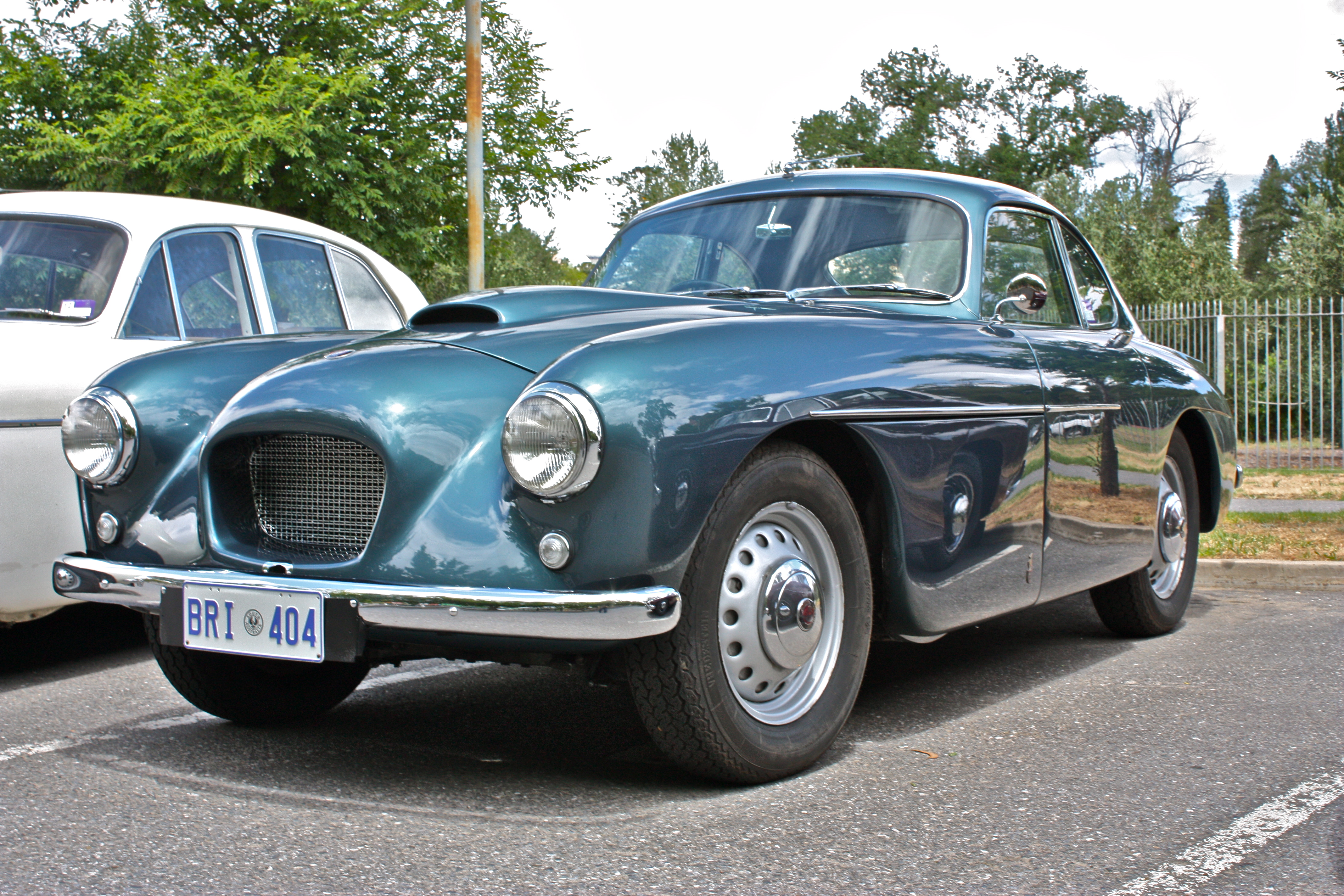
Stilistisches Vorbild für den Blenheim Speedster: Der Bristol 404 von 1953

Der Bristol Blenheim Speedster ist ein offener Sportwagen, den der ehemalige britische Automobilhersteller Bristol Cars von 2002 bis 2011 produzierte. Das Auto basierte technisch auf dem viersitzigen Gran Turismo Bristol Blenheim, hatte aber eine gänzlich eigenständige Karosserie. Der Aufbau war einem Prototyp aus den 1950er-Jahren nachempfunden, der werksintern als The Bullet („das Geschoss“) bezeichnet worden war. Der Blenheim Speedster entstand in sehr geringer Stückzahl.

## Der Vorgänger: The Bullet
Bristol Cars war 1946 als Tochter des Flugzeugherstellers Bristol Aeroplane Company gegründet worden. Das erste Fahrzeug der neuen Marke, der Bristol 400, basierte auf technischen Komponenten der noch vor dem Krieg entwickelten BMW-Modelle 326, 327 und 328. So übernahm Bristol das Chassis des BMW 326 nahezu unverändert, und der Aufbau des Zweitürers war einem Entwurf des Darmstädter Karosserieherstellers Autenrieth von 1939 nachempfunden. Mit dem 401, der eine Karosserie von Touring trug, löste sich Bristol äußerlich von seinen BMW-Vorbildern. Auch wenn einige Bristol-Modelle von privaten Fahrern bei Motorsportveranstaltungen gemeldet wurden und die Autos bereits seit 1948 eine Höchstgeschwindigkeit von 100 mph (160 km/h) erreichten, lag ihr Schwerpunkt doch auf komfortablem Fahren. Eine Ausnahme war der Bristol 404, ein teures zweisitziges Coupé mit kurzem Fahrgestell, das schnell gefahren werden konnte und den Beinamen Gentleman's Express erhielt. Vom 404 entstanden in zwei Jahren 44 Exemplare. Noch sportlicher war der Arnolt-Bristol, eine Gemeinschaftsproduktion von Bristol und dem italienischen Karosseriehersteller Bertone, der das Fahrgestell des 404 mit einer knappen, sehr leichten und windschlüpfigen Aluminiumkarosserie aus Turiner Produktion verband. Sie hatten einen 130 PS (96 kW) starken Motor und erreichten Höchstgeschwindigkeiten von bis zu 180 km/h.
Seit 1955 arbeiteten Bristol-Ingenieure an Nachfolgern für die zeitgenössischen Modelle. Die Projekte trugen die Bezeichnungen 220 und 225. Beim Projekt 225 handelte es sich um ein kurzes Chassis für einen Sportwagen, der im gleichen Segment angesiedelt war wie der Arnolt-Bristol und nach Vorstellungen des Bristol-Managements dessen Nachfolger hätte werden können. Bristol stellte mehrere 225-Chassis her. Ein Chassis wurde mit einer offenen Speedster-Karosserie versehen, deren Urheber unbekannt ist. Die Kombination aus Chassis und Aufbau erhielt die inoffizielle Bezeichnung The Bullet. Sie wurde Stanley „Wackie“ Arnolt, dem Initiator des Arnolt-Bristol-Projekts, vorgeführt, fand allerdings nicht dessen Zustimmung. In der Folgezeit gab Bristol die Arbeit an den Projekten 220 und 225 auf. The Bullet blieb für mehrere Jahre ungenutzt im Werk. Um 1970 wurde die Karosserie mit einem neuen Chassis verbunden und mit einem 6,3 Liter großen V8-Motor von Chrysler ausgestattet. Bristols Direktor und Miteigentümer Tony Crook erwog vorübergehend eine Serienproduktion des Fahrzeugs, das im Marktsegment des AC Cobra positioniert gewesen wäre, sah schließlich aber einen Widerspruch zu den komfortbetonten Modellen der 411-Baureihe und legte The Bullet erneut still. Erst 1999, nachdem Toby Silverton Anteilseigner bei Bristol Cars geworden war, wurde das Auto wiederentdeckt und restauriert. Dabei erhielt es den Antrieb und die Technik des aktuellen Bristol Blenheim. Silverton, dessen Anteilsübernahme dem wirtschaftlich angeschlagenen Traditionsunternehmen größere Spielräume ermöglichte, entschied sich für die begrenzte Serienproduktion eines konzeptionell an The Bullet angelehnten Fahrzeugs, die 2002 begann.

## Technik und Aufbau des Blenheim Speedster
Für den Blenheim Speedster verwendete Bristol das ungekürzte Chassis des Bristol Blenheim, einer viersitzigen Oberklasse-Limousine. Der Kastenrahmen ging in seiner Konzeption auf das Fahrgestell des 1938 entwickelten BMW 328 zurück und war seit der Übernahme der Konstruktion durch Bristol nur geringfügig überarbeitet worden. Die Radaufhängung bestand vorn aus doppelten Dreiecksquerlenkern und hinten aus einer Starrachse mit Wattgestänge und Torsionsfedern. Als Antrieb diente ein 5,9 Liter großer V8-Motor von Chrysler (Typ LA Smallblock), dessen Leistung von Beobachtern auf 294 kW (400 PS) geschätzt wurde. Die Kraft übertrug ein Fünfgang-Automatikgetriebe von Chrysler.
Die Karosserie bestand aus Aluminium. Ihre Form war an der Front- und Heckpartie der des Bristol 404 nachempfunden, ohne dass der Aufbau eine detailgetreue Replik gewesen wäre. Die gewölbten vorderen Kotflügel mündeten in zwei Rundscheinwerfern, die dazwischen liegende exponierte Kühleröffnung war im Stil des 404 gehalten, dessen Frontpartie seinerseits an Bristols Flugzeugtyp Brabazon erinnern sollte. An der Heckpartie fanden sich wie beim 404 und bei dessen viertürigem Parallelmodell 405 angedeutete Heckflossen, die beim historischen Vorbild eine Reminiszenz an den Le-Mans-Rennwagen 450 darstellen sollten.
Der Blenheim Speedster war werksseitig nicht mit einer Frontscheibe ausgestattet. Er hatte nur einen 20 cm hohen Windabweiser vor dem Cockpit, sodass der Fahrer dem Fahrtwind fast ungeschützt ausgesetzt war. Auch ein Verdeck war nicht lieferbar; der einzige Wetterschutz bestand in einer Persenning, die über die Sitze gespannt werden konnte. Anfänglich war das Auto rein zweisitzig; 2009 wurden einzelne Exemplare auch als Viersitzer aufgebaut.
Der Speedster war 30 cm kürzer und etwa 300 kg leichter als der Blenheim Saloon. Er beschleunigte von 0 auf 100 km/h in 5,2 Sekunden, die Höchstgeschwindigkeit lag bei 257 km/h.
Der Verkaufspreis betrug etwa 160.000 £ (ca. 190.000 Euro).

## Produktion
Der Blenheim Speedster entstand vollständig in Handarbeit. Von 2002 bis 2011 stellte Bristol 10 bis 15 Exemplare des Speedster her. Die Produktion endete mit der Insolvenz des Herstellers im März 2011.
Wie alle Bristol-Modelle seit den 1970er-Jahren hatte der Blenheim Speedster keine allgemeine Betriebserlaubnis, da Bristol als Kleinstserienhersteller die dafür erforderlichen Prüfverfahren aus finanziellen Gründen nicht durchführen ließ. Für die Zulassung zum Straßenverkehr musste der jeweilige Halter daher eine Einzelbetriebserlaubnis einholen.
Nach der Übernahme von Bristol Cars durch Kamkorp erschien 2016 der Roadster Bristol Bullet, der konzeptionell dem Blenheim Speedster ähnelte.

## Der Draper-Speedster
Im Auftrag des britischen Sammlers Simon Draper stellte Bristol als Einzelstück eine abweichend ausgestattete Version des Speedster her. Drapers Wagen verfügt über eine vollwertige Windschutzscheibe mit Scheibenwischern. In den Türen befinden sich bewegliche Seitenscheiben, und der Wagen ist mit einem versenkbaren, gefütterten Stoffverdeck versehen.